# Nuklearno magnetno rezonantna spektroskopija proteina
Nuklearno magnetno rezonantna spektroskopija proteina (proteinska NMR) je polje strukturne biologije u kome se NMR spektroskopija koristi za dobijanje informacije o strukturi i dinamici proteina. Pioniri ovog polja su između ostalih Ričard R. Ernst i Kurt Vitrih,. Tehnike proteinske NMR se kontinuirano koriste i poboljšavaju. Određivanje strukture NMR spektroskopijom se obično sastoji od nekoliko faza, svaka od kojih koristi zasebne visokospecijalizovane tehnike. Uzorak se pripremi, rezonance se dodele, ograničenja se generišu i struktura se računa i proveri.

## Literatura =
- T. Kevin Hitchens; Rule, Gordon S. (2005). Fundamentals of Protein NMR Spectroscopy (Focus on Structural Biology). Berlin: Springer. ISBN 978-1-4020-3499-2.
- Rance, Mark; Cavanagh, John; Fairbrother, Wayne J.; Arthur W. Hunt III; Skelton, NNicholas J. (2007). Protein NMR spectroscopy: principles and practice (2nd изд.). Boston: Academic Press. ISBN 978-0-12-164491-8.
- Teng, Quincy (2005). Structural biology: practical NMR applications. Berlin: Springer. ISBN 978-0-387-24367-2.
- Wüthrich, Kurt (1986). NMR of proteins and nucleic acids. New York: Wiley. ISBN 978-0-471-82893-8.

## Spoljašnje veze
- bazirana strategija dodeljivanja rezonanci proteinskoj osnovi i bočnim lancima
- - softver za analizu NMR dinamike